# Calyptranthes enneantha
Calyptranthes enneantha är en myrtenväxtart som beskrevs av Charles Wright. Calyptranthes enneantha ingår i släktet Calyptranthes och familjen myrtenväxter. Inga underarter finns listade i Catalogue of Life.